# Jerker Virdborg
Jerker Virdborg (ur. 8 października 1971 w Lindome), szwedzki pisarz i publicysta, do którego najważniejszych części dorobku należą powieści Czarny Krab (2002) i Człowiek na Trinisla (2007).

## Twórczość
Virdborg kształcił się na pisarza w Liceum Ludowym w Skurup oraz w Nordyckim w Kungälv. Ostatecznie wykształcenie literackie zdobył na dwuletnich studiach z zakresu literatury na Uniwersytecie w Göteborgu, realizując rozszerzony program w zakresie historii sztuki i filmoznawstwa. Debiutem pisarza stał się zbiór opowiadań pt. „Landhöjning två centimeter per natt” (pl. Podnoszenie się lądu o dwa centymetry co noc) z 2001 roku.
Autor po debiucie wydał jeszcze pięć powieści. Cechą charakterystyczną twórczości Virdborga jest oddziaływanie środowiska na atmosferę akcji. W centrum uwagi narratora powieści znajdują się często rozproszone, przerażające i pozornie pozostające w cieniu zjawiska nadprzyrodzone. Poza tym język, w którym pisarz kreuje swoje światy cechuje się powolnością i naiwną wręcz prostotą, przypominającą stylistykę filmowej narracji. Cechy te dobrze ukazane są w nagradzanej powieści „Czarny Krab” z 2002 roku, w której grupa żołnierzy przemierza gorączkowo pokryte cienkim lodem morze podczas wykonywania operacji w samym sercu prowadzonych działań wojennych. W „Człowieku na Trinisla” z 2007 roku istotnym tłem akcji jest kilka upalnych letnich dni w wynajętym domku na wyspie Trinisla.
W 2009 roku spod pióra pisarza wyszła powieść „Zimna gorączka” (szw. Kall feber), częściowo inspirowana książką Karin Boye pt. „Kalokaina'”, wydawnictwa Albert Bonniers Förlag. Publikację nominowano do Nagrody Szwedzkiego Radia 2010 roku.
Opowiadanie „W głąb” (szw. In) z debiutanckiego zbioru „Landhöjning två centimeter per natt” zostało przeniesione na ekran w 2010 roku. Reżyserii podjął się Adam Berg, a w rolach głównych wystąpili Johan Widerberg i Joakim Nätterquist. Muzykę skomponował Joakim Berg oraz Martin Sköld z zespołu muzycznego Kent. Adam Berg dzięki tej ekranizacji zdobył nagrodę Novellfilmspriset na festiwalu filmowym w Göteborgu w 2011 roku. Nagrodę pieniężną w wysokości 200 000 koron szwedzkich ufundowała Telewizja Szwedzka i Instytut Filmowy.
Virdborg napisał nawet scenariusz do animowanego filmu krótkometrażowego pt. „Simchall” (pol. „Kryty Basen) w reżyserii Niki Lindroth von Bahr. Animacja została zaprezentowana na festiwalu w Göteborgu w styczniu 2014 roku.
Virdborgowi udało się uzyskać pozycję na europejskim rynku księgarskim dzięki targom książki we Frankfurcie, a także uznanie jako pisarza. Jego powieści zostały przetłumaczone na języki: polski, niemiecki, rosyjski i holenderski.
Równolegle z publikacją swoich książek, Virdborg angażuje się także w inne projekty literackie. Między innymi latem 2006 roku napisał opowiadanie na zadany temat - „Lato pod wpływem...” [środków] (szw. Sommaren under påverkan av...), które następnie zostało przedstawione przez Reine Brynolfsson w Szwedzkim Radiu. Przy projekcie pracowali także Åsa Larsson, Jonas Hassen Khemiri i Mirja Unge. Zimą 2007 i 2008 roku po ogromnym sukcesie trylogii Stiega Larssona wziął udział w przedsięwzięciu, którego celem było zaistnienie i promocja szwedzkiej literatury we francuskim świecie kulturalnym.
W październiku 2012 ukazała się najnowsza powieść pisarza pt. „Miasto i płomienie” (szw. Staden och lågorna). To klaustrofobiczne opowiadanie inspirowane twórczością Franza Kafki. Opowiada ono o człowieku uwięzionym w brutalnym średniowiecznym mieście, niemającym wglądu w swoją sytuację i przerażonym okrutną perspektywą czasową.
W grudniu 2013 roku pisarz ujawnił, że wraz z byłym prezenterem telewizyjnym Danielem Sjölinem posługuje się pseudonimem Michael Mortimer. Pierwsza z sześciu książek pt. „Jungfrustenen” (pol. „Dziewiczy Kamień) ukazała się w październiku 2013 roku.
Mieszka w Sztokholmie.

## Dorobek pisarski

### Zbiory opowiadań
- 2001 - „Landhöjning två centimeter per natt"

### Powieści
- 2002 - „Czarny Krab” (szw .Svart krabba)
- 2005 - „Försvinnarna"
- 2007 - „Mannen på Trinisla"
- 2009 - „Kall feber"
- 2012 - „Staden och lågorna"

### Opowiadania
- 1998 - „Färd” (Publikowane na łamach prasy w latach dziewięćdziesiątych)
- 2001 - „Båttur” (Publikowane w gazecie Vin & Sprit Absolut sommar)
- 2002 - „Gavelgränd” (Publikowane w gazecie Vi)
- 2006 - „Sommaren under påverkan av en förtöjning” (Zrealizowano w Szwedzkim Radiu jako słuchowisko)

## Nagrody i wyróżnienia
- Nagroda Podręcznika Rozrywki dla Goeteborga w 2001 za zbiór opowiadań „Landhöjning två centimeter per natt"
- Nagroda literacka gazety Vi, rok 2002 za powieść „Czarny Krab”
- Nagroda Literacka Karin Boyes, rok 2010 za powieść „Kall feber"
- Stypendium Fundacji Alberta Benniersa dla Młodych i Debiutujących Pisarzy w 2010 roku